# Torcé-en-Vallée
Torcé-en-Vallée is een gemeente in het Franse departement Sarthe (regio Pays de la Loire). De plaats maakt deel uit van het arrondissement Mamers. Torcé-en-Vallée telde op 1 januari 2022 1.412 inwoners.

## Geografie
De oppervlakte van Torcé-en-Vallée bedroeg op 1 januari 2022 16,86 vierkante kilometer; de bevolkingsdichtheid was toen 83,7 inwoners per km².

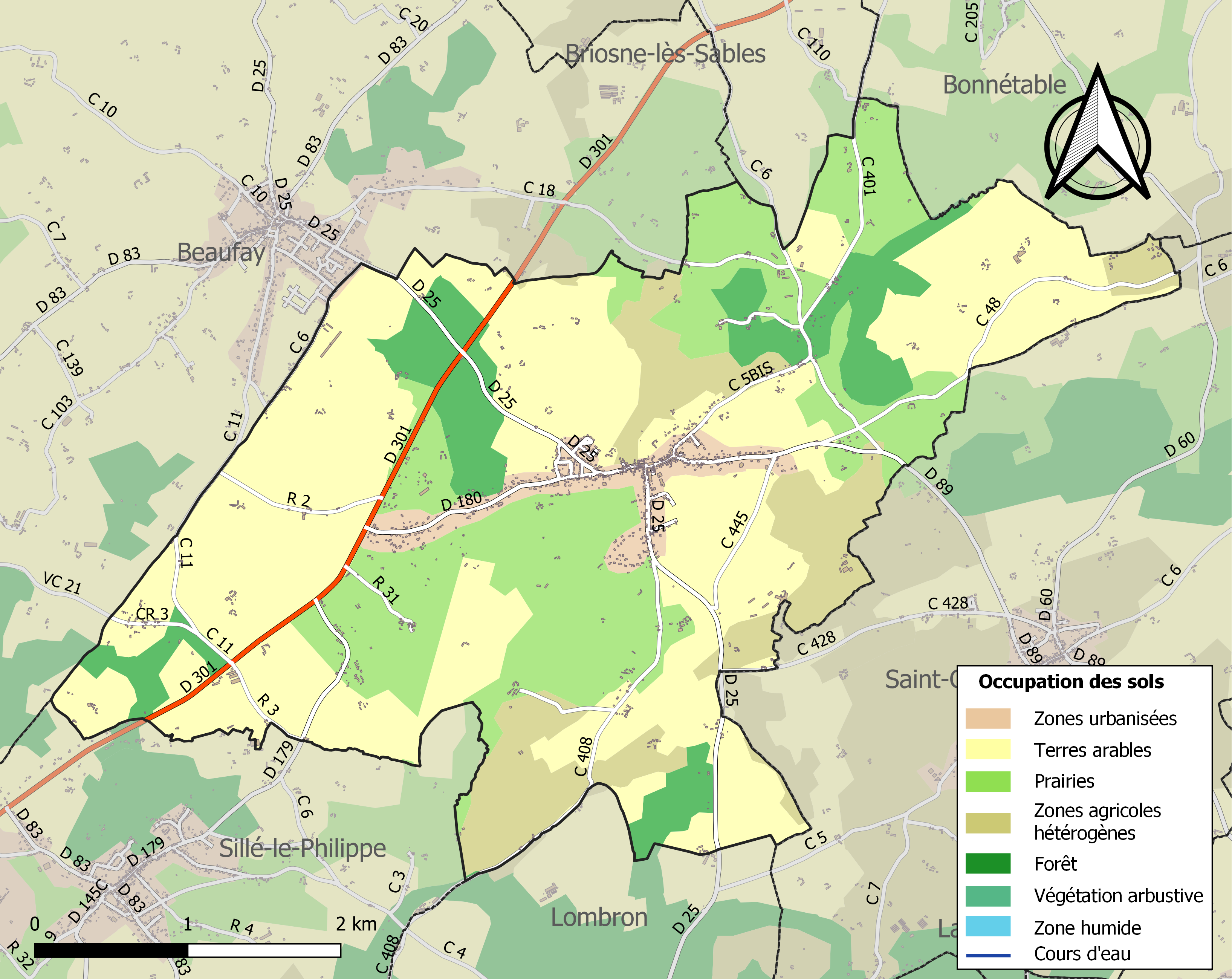
Kaart van de gemeente met de belangrijkste infrastructuur, bodemgebruik en omliggende gemeenten

## Demografie
Onderstaande figuur toont het verloop van het inwonertal (bron: INSEE-tellingen).